# 29 Estoński Batalion Wartowniczy Schutzmannschaft
29 Estoński Batalion Wartowniczy Schutzmannschaft (niem. Estnische Schutzmannschafts Wach Bataillon 29, est. Eesti Politsei Vahipataljon 29) – kolaboracyjny pomocniczy oddział policyjny złożony z Estończyków podczas II wojny światowej.

## Historia
Został sformowany 5 listopada 1941 r. w Tallinnie. Na jego czele stanął mjr J. Peikeri. Liczył ok. 530 ludzi. Do jego zadań należała służba ochronna w Tallinnie. Na pocz. marca 1942 r. Estończycy, pomimo braków w uzbrojeniu i wyposażeniu, niespodziewanie zostali wysłani w rejon Leningradu, gdzie ponieśli duże straty. Na pocz. 1943 r. wycofano ich do Tallinna, gdzie batalion został rozformowany. Część schutzmanów wstąpiła do nowo formowanego Legionu Estońskiego SS, pozostali zasilili inne bataliony Schutzmannschaft.